# Macronus
Macronus (synoniem: Macronous) is een geslacht van zangvogels uit de familie timalia's (Timaliidae). Net als de andere soorten uit deze familie zijn het soorten die vooral leven in dichte ondergroei van het tropisch bos. Dit geslacht is het meest verwant aan de boomtimalia's van het geslacht Cyanoderma.

## Soorten
Het geslacht kent de volgende twee soorten:
- Macronus ptilosus  – Stekelrugtimalia
- Macronus striaticeps  – Streepkoptimalia